# Toeristenweg
De Toeristenweg is een straatnaam en een heuvel in het Heuvelland gelegen tussen Brunssum en Landgraaf in het zuiden van de Nederlandse provincie Limburg.